# Jacqueline Moore
Jacqueline DeLois Moore (6 de enero de 1964) es una luchadora profesional estadounidense. Actualmente trabaja como embajadora para la empresa WWE como Jacqueline, WCW como Miss Jacqueline y la Total Nonstop Action Wrestling bajo el nombre de Miss Jackie, entre sus logros se destaca como dos veces campeona femenil de WWE, una vez campeona peso crucero de WWE siendo la primera mujer en poseerlo, y miembro del Salón de la Fama de WWE siendo la primera afrodescendiente en ser campeona femenil y leyenda en WWE, además de que en el circuito independiente fue 16 veces campeona femenil.

## Vida personal
Jacqueline Moore creció en Dallas, Texas. Era fan de la lucha profesional, y sus luchadores favoritos eran los Von Erich. Tiene experiencia en kickboxing y boxeo, Sus mayores ídolos de lucha libre de la infancia fueron Kerry Von Erich y Kevin Von Erich, Jacqueline confesó durante su inducción en el salón de la fama Class: 2016 que siempre sonó con ser luchadora profesional en WWE, Empezó a luchar en 1989 para obtener experiencia y en 1998 debutó en WWE después de recibir una llamada por el interés que tenía la empresa en ella, ya que la consideraron clave para reestructurar la división de WWF.

## Carrera
Comenzó su carrera en la United States Wrestling Association donde ella era USWA Women's Champion. Más tarde se movió a la World Championship Wrestling (WCW), donde ella brevemente manejó el equipo el Harlem Heat. En 1998, ella se unió a la World Wrestling Federation (WWF, World Wrestling Entertainment).
Ella comenzó como mánager de Marc Mero y tenía la primera rivalidad con Sable, que culminó en el restablecimiento del WWE Women´s Championship, que Jacqueline sostuvo dos veces durante su tiempo con la WWF.
En 1999, formó una alianza con Terri Runnels y Ryan Shamrock, llamada Pretty Mean Sisters.
A principios del 2000, Jacquline trabajó tanto como árbitro como entrenadora para la WWF, y ella también sostuvo el WWE Cruiserweight Championship, que era un título para hombres.En 2004, ella se unió a TNA, donde trabajó sobre todo como una mánager y luchadora ocasional. En TNA, ella manejó a James Storm y más tarde su equipo con Robert Roode, Berr Money, Inc. Jacqueline comenzó su carrera entrenando en gimnasio local después de la reunión con el gerente profesional de Skandar Akbar. Ella era la única mujer en su escuela de lucha profesional en Dallas. Más tarde hizo debut como Sweet Georgia Browm. Moore más tarde se cambió a la United States Wrestling Association en Memphis, donde la conocían como Miss Texas
Moore fue la primera USWA Women´s Champion, ganando el recién creado título en un torneo el 2 de marzo de 1992. Entre marzo de 1992 y agosto de 1996, Moore sostuvo el título un total de ocho veces, cambiándolo con la Lauren el Canapé, Luna Vachon, y Debbie Combs. Ella también compitió en Herb Abrams´s Universal Wrestling Federation, ganando el promotion´s women´s tittle en 1994. 
Moore comenzó a someter cuadros de ella en Atlanta,  Gergia-Based World Championship Wrestling (WCW) y se puso en contacto con el empleado de WCW J.J. Dillon, que le ofreció un contrato, posteriormente debutó en WCW como la mánager de Kevin Sullivan. En el Road Wild el 9 de agosto, Moore se hizo mánager de Harlem Heat. Más tarde contrató en una breve contienda con el Inferno Disco,a quien derrotó en Halloween Havoc el 26 de octubre.

### World Wrestling Federation/ Entertainment/ WWE (1998-2004,2016, 2018, 2024-presente)
Moore se unió a la World Wrestling Federation (WWF) a mediados de 1998, debutando el 1 de junio en el episodio de Raw como la novia Marc Mero  y comenzó un feudo Sable la esposa alejada de Mero. Una competencia de bikini ocurrió entre las dos mujeres el 26 de julio de 1998 en Fully Loaded, en la que Jacqueline llevó un bikini rojo, deslizando un pecho fuera de él para mostrar un pezón; sin embargo, Sable ganó después de ir con los pechos desnudos. Sin embargo, Vince McMahon, descalificó a Sable por no llevar un bikini tradicional, y Moore fue declarada la ganadora. Moore y Mero se unieron para enfrentar a Sable y un oponente sorpresa el 30 de agosto en SummerSlam. En el evento, el compañero de Sable fue revelado para ser Edge, y fueron derrotados por dicho equipo. Con el Campeonato Femenino de la WWE, Jacqueline derrotó a Sable. Más tarde, ese mes en Survivor Series, Sable derrotó a Jacqueline para convertirse en la nueva Campeona Femenina de la WWF. Jacqueline y Marc Mero se separaron el 22 de noviembre en el episodio de Sunday Night Heat, y Jacqueline formó una nueva alianza de mujeres conocidas como Pretty Mean Siaters con Terri Runnels, que fue separada de su marido, Goldust .Ellas al principio formaron una alianza con D'Lo Brown y Mark Henry, acompañándolos al ring para una pelea contra Val Venis y The Goodfather en diciembre en In Your House 26: Rock Bottom. Sin embargo, en mayo, las mujeres habían cambiado su lealtad a un luchador llamado Meat. Como una parte de la trama, las mujeres con la adición de Ryan Shamrock usaron a Meat para su cuerpo, forzándolo a tener el sexo con ellas. Moore, sin embargo, había dejado la alianza en julio. 
Moore ganó el Campeonato Femenino de la WWE por segunda vez el 1 de febrero de 2000, habiendo derrotado a Harvey Wippleman (quien ganó el tirulo derrotando a The Kat, llamándose a sí mismo "Hervina") en una corta pelea.En marzo, ella perdió el título ante Stephanie McMahon, una luchadora inexperta, después de la interferencia extensa de D-Generation X. A lo largo de agosto y septiembre, Moore tenía una serie de peleas contra la entonces campeona Lita, que incluyó una Hardcore Match.
En 2001, ella participó en Six Pack Challenge por el Campeonato Femenino de la WWE que estaba vacante el 18 de noviembre en Survivor Series, la cual ganó Trish Stratus. Varias semanas más tarde, Jacqueline desafió a Stratus para el título en Vengeance. Stratus ganó la pelea después del sorprender a Moore con un backslide pin.
En 2002, Moore se hizo un árbitro, con pelea de debut que fue un combate de Campeonato Femenino entre Jazz y Trish Stratus en Royal Rumble. Jacqueline también luchó raras veces a lo largo de 2002, recibiendo varios oportunidades de título, en la cual ninguna de ellos ganó. A finales de 2002, ella y Stratus comenzaron un feudo con Victoria, conduciendo a una Triple threat match en Armageddon, en el cual Victoria retuvo el título. 
En 2003, el regreso de Jazz culminó en un Fatal Four Way Match por el título de Jazz en Judgement Day el 18 de mayo de 2003, en el que Jazz ganó. Moore raras veces aparecía a finales de 2003 y a principios de 2004. A pesar de la no aparecer por televisión en una base regular, en 2003 ella fue la primera mujer en ser incluida en la lista anual de los 500 mejores luchadores publicados por Pro Wrestling Ilustraded. El 6 de mayo de 2004 en el episodio de SmackDown!, el WWE Cruiserweight Champion Chavo Guerrero publicó un desafío abierto para que alguien peleara contra èl por su título, y Jacqueline lo derrotó para hacerse la campeona.  Ella perdió el Cruiserweight Championship ante Guerrero en Judgment Day en una pelea donde el brazo de Chavo fue atado detrás de su espalda. La empresa liberó a Moore en junio de 2004 cuando el equipo creativo no podía venir levantar cualquier feudo por su carácter.
En 2016, Moore fue inducida al WWE Hall of Fame de la clase 2016, en donde fue presentada por The Dudley Boyz. El 22 de enero de 2018 apareció en el 25 Aniversario de Raw en un segmento junto a The Bella Twins, Maryse, Kelly Kelly, Lilian Garcia, Torrie Wilson, Trish Stratus, Michelle McCool, Terri Runnels y Maria Kanellis, siendo presentadas como unas de las mejores feminas que han estado en dicho programa a lo largo de todos esos años. El 28 de enero en Royal Rumble, hizo su regreso en la primera batalla real femenina, entrando con la #21, sin embargo fue eliminada por Nia Jax.
Jacqueline apareció en SummerSlam (2024) como parte de la Suite de Leyendas de la WWE junto a otras leyendas, como Diamond Dallas Page y Kevin Nash. El 6 de septiembre de 2024, se reveló que Jacqueline había firmado un contrato de leyenda, lo que la convirtió en embajadora de la WWE.

### Circuito Independiente (2004)
En junio de 2005, ella tenía una pelea con la Independent Association of Wrestling (IAW) contra Vanessa Harding. El 25 de junio, ella derrotó Harding y Krystal Carmichael para ganar el IAW Women´s Championship. En marzo de 2006, ella también compitió en México.

### Total Nonstop Action Wrestling (2004-2008, 2011)

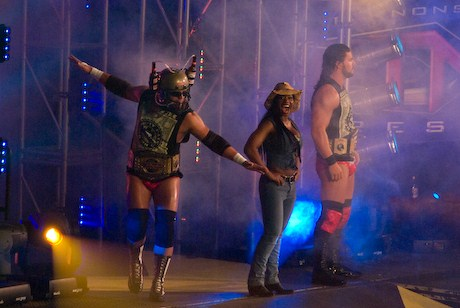
Moore en TNA junto a Beer Money Inc.

Moore debutó en Total Nonstop Action Wrestling el 7 de noviembre de 2004 Victory Road, perdiendo ante Trinity. Ella hizo una segunda aparición con TNA el 5 de diciembre en el Turning Point, donde ella actuó como arbitró en una pelea de equipo entre Pat Kenney y Johnny B. Badd contra Johnny Swinger y Glenn Gilberti. Ella volvió a TNA en la Final Resolution el 14 de enero de 2007, uniendo fuerzas con James Storm atacando a su antigua mánager, Gail Kim. Atorm y Moore formaron un equipo para derrotar a Kim y Petey Williams. Jacqueline, sin embargo, fue derrotada por Kim en Lockdown en el primer Steel Cage Match femenino del TNA. Más tarde, durante una Street Fight con Kim en Impact!, los dos dientes delanteros de Moore fueron golpeados de su boca. En todas partes temprano y mediados de 2008, ella siguió participando en peleas de mujer, pero falló en obtener el TNA Women´s Championship. Ella entonces manejó Beer Money Inc., antes de salir de televisión para trabajar como un agente de entre bastidores.
Hizo su regreso el 16 de junio de 2011 bajo el nombre de Jackie en TNA Impact Wrestling como heel, junto con O.D.B. atacando a Velvet Sky. El 23 de junio, en Impact! debutó en el ring junto a O.D.B. derrotando a Brooke Tessmacher y Velvet Sky. El 7 de julio, en las grabaciones de Impact!, junto a O.D.B. fueron derrotadas por Velvet Sky en un Handicap match.2 Semanas después regresó junto con O.D.B. atacando a Velvet Sky y Mickie James, pero fueron salvadas por Tracy Brooks, momentos después, Moore y O.D.B., fueron arrestadas por golpear a varios trabajadores de seguridad, fueron esposadas y llevadas fuera de iMPACT ZONE. Hizo su regreso formando equipo con O.D.B. en contra de Tara y Brooke Tessmacher, pero fueron derrotadas, momentos después de la lucha, le dio la mano a sus oponentes comenzando a tener actitudes de face. Después, el 25 de agosto, cambio definitivamente a face formando equipo con Velvet Sky y ODB derrotando a Angelina Love, Rosita y Sarita. Tras esto, la fue otorgado un contrato junto a ODB, pero no volvió a ser usada y abandonó la empresa el 28 de noviembre de 2011.

## Campeonatos y logros
- Independent Association of Wrestling
  - IAW Women's Championship (1 vez)

- United States Wrestling Association
  - USWA Women's Championship (14 veces)

- Universal Wrestling Federation
  - UWF Women's World Championship (1 vez)

- World Wrestling Federation / Entertainment
  - WWE Cruiserweight Championship (1 vez)
  - WWE Women's Championship (2 veces)
  - WWE Hall of Fame (Clase 2016)